# Neohahnia piemontana
Espèce
Neohahnia piemontana est une espèce d'araignées aranéomorphes de la famille des Hahniidae.

## Distribution
Cette espèce est endémique d'Équateur,. Elle se rencontre dans les provinces de Pichincha et de Santo Domingo de los Tsáchilas.

## Description
La femelle holotype mesure 1,6 mm et le mâle paratype 1,3 mm.

## Systématique et taxinomie
Cette espèce a été décrite par Dupérré et Tapia en 2024.

## Étymologie
Son nom d'espèce lui a été donné en référence au lieu de sa découverte, un piémont.

## Publication originale
- Dupérré & Tapia, 2024 : « First record of the family Hahniidae in Ecuador with description of thirteen new species and three new genera (Araneae: Hahniidae). » Taxonomy, vol. 4, no 1, p. 53-111 (texte intégral).